# 王培廷
王培廷（1953年1月—），男，山东费县人，中华人民共和国政治人物。山东农学院（现山东农业大学）干部专修科农学专业毕业，大学专科学历。

## 生平
1976年加入中国共产党。历任中共山东省费县县委常委、副县长、县委副书记、县长、县委书记、县人大主任；中共威海市委常委、组织部部长、市委副书记、市纪委书记、市长、市委书记、市人大常委会主任等职。2012年2月被增补为中国人民政治协商会议第十届山东省委员会常务委员。